# ميثاق أثينا

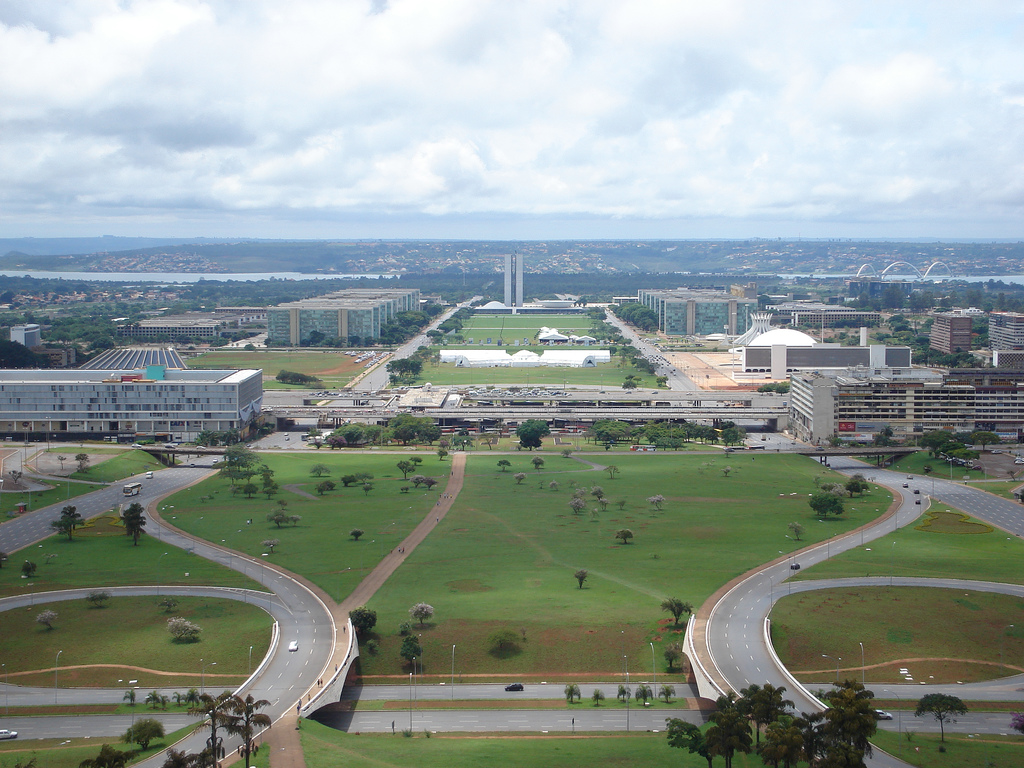
تصميم مدينة برازيلية في البرازيل. وهو تصميم متأثر بميثاق أثينا.

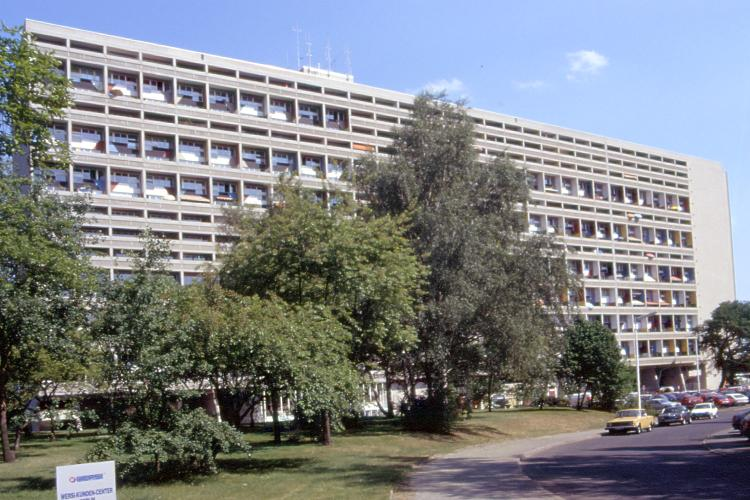
وحدة السكن في برلين، ألمانيا.

ميثاق أثينا (بالإنجليزية: Athens Charter ؛ بالفرنسية: Charte d'Athènes) هي وثيقة ذات صلة بالتخطيط العمراني نشرها المعمار السويسري الفرنسي لو كوربوزييه في عام 1943. اعتمد العمل عليها على تصميمه في كتاب المدينة الشعاعية (Ville Radieuse) عام 1935، والدراسات الحضرية التي عُمل بها بعد المؤتمر الدولي للعمارة الحديثة في أوائل الثلاثينات من القرن العشرين.
تمت تسمية الميثاق نسبةً لمكان انعقاد المؤتمر الدولي الرابع في عام 1933، والذي كان نتيجية تدهور الوضع السياسي في روسيا، حيث نُقل إلى أثينا. وقد كان للميثاق تأثير كبير جدًا في التخطيط الحضري بعد الحرب العالمية الثانية.

## وصلات خارجية
- ميثاق أثينا في تاريخ المؤتمر الدولي للعمارة الحديثة
- ميثاق أثينا «الجديد» عام 1998
- ميثاق أثينا «الجديد» عام 1994
- ميثاق أثينا «الجديد» عام 2003